# 5 مارس
- السبت
- الأحد
- الاثنين
- الثلاثاء
- الأربعاء
- الخميس
- الجمعة

- 11 رمضان 1446  هـ
- 22 رمضان 1446  هـ
- 33 رمضان 1446  هـ
- 44 رمضان 1446  هـ
- 55 رمضان 1446  هـ
- 66 رمضان 1446  هـ
- 77 رمضان 1446  هـ
- 88 رمضان 1446  هـ
- 99 رمضان 1446  هـ
- 1010 رمضان 1446  هـ
- 1111 رمضان 1446  هـ
- 1212 رمضان 1446  هـ
- 1313 رمضان 1446  هـ
- 1414 رمضان 1446  هـ
- 1515 رمضان 1446  هـ
- 1616 رمضان 1446  هـ
- 1717 رمضان 1446  هـ
- 1818 رمضان 1446  هـ
- 1919 رمضان 1446  هـ
- 2020 رمضان 1446  هـ
- 2121 رمضان 1446  هـ
- 2222 رمضان 1446  هـ
- 2323 رمضان 1446  هـ
- 2424 رمضان 1446  هـ
- 2525 رمضان 1446  هـ
- 2626 رمضان 1446  هـ
- 2727 رمضان 1446  هـ
- 2828 رمضان 1446  هـ
- 2929 رمضان 1446  هـ
- 301 شوال 1446  هـ
- 312 شوال 1446  هـ
- 13 شوال 1446  هـ
- 24 شوال 1446  هـ
- 35 شوال 1446  هـ
- 46 شوال 1446  هـ

5 مارس أو 5 آذار أو يوم 5 \ 3 (اليوم الخامس من الشهر الثالث) هو اليوم الرابع والستون (64) من السنة البسيطة، أو اليوم الخامس والستون (65) من السنوات الكبيسة وفقًا للتقويم الميلادي الغربي (الغريغوري). يبقى بعده 301 يومًا لانتهاء السنة.

## أحداث
- 1840 - أحمد باي بن مصطفى يؤسس مدرسة باردو الحربية كأول مدرسة عصرية في تونس لتخريج الضباط والفنيين لجيشه النظامي.
- 1912 - الطائرات الحربية الإيطالية تقصف الجيش العثماني المتواجد في شمال أفريقيا، وهو أول استعمال للطائرات الحربية في التاريخ.
- 1953 - الإذاعة السوفيتية تعلن عن وفاة الزعيم جوزيف ستالين.
- 1958 - الإعلان عن الدستور المؤقت للجمهورية العربية المتحدة من دمشق وذلك بعد اتحاد مصر وسوريا.
- 1984 - مجلس النواب اللبناني يسقط اتفاقية السلام مع إسرائيل المعروفة باسم معاهدة 17 أيار.
- 1991 - إندلاع الانتفاضة الشعبانية في جنوب العراق وفي كردستان العراق بعد هزيمة الجيش العراقي في حرب الكويت.
- 2001 - أكثر من 35 حاجًا يلقون مصرعهم في مكة المكرمة إثر تدافع الحجاج.
- 2003 - مقتل 17 إسرائيليًا في مدينة حيفا إثر عملية تفجيرية داخل باص نفذها فلسطيني ينتمي لحركة حماس.
- 2015 -
  - تغيير وزاري محدود بمصر يتضمن إقالة وزير الداخلية محمد إبراهيم.
  - تنظيم الدولة الإسلامية (داعش) يدمر بالجرافات أنقاض مدينة كالح عاصمة آشور بين سنتي 870 و610 قبل الميلاد.
- 2025 - فوز أندرو بارتو وريتشارد سوتون بجائزة تورنغ لعملهما على تطوير التعليم بالتعزيز.

## مواليد
- 1133 - هنري الثاني، ملك إنجلترا.
- 1693 - يوهان ياكوب فتستاين، ثيولوجي سويسري.
- 1696 - جامباتيستا تييبولو، رسام إيطالي.
- 1890 - بشارة واكيم، ممثل مصري.
- 1903 - زكي رستم، ممثل مصري.
- 1908 - ريكس هاريسون، ممثل إنجليزي.
- 1918 - جيمس توبن، اقتصادي أمريكي حاصل على جائزة نوبل في العلوم الاقتصادية عام 1981.
- 1924 - سامية جمال، راقصة شرقية وممثلة مصرية.
- 1934 - دانييل كاهنمان، عالم نفس إسرائيلي أمريكي حاصل على جائزة نوبل في العلوم الاقتصادية عام 2002.
- 1936 -
  - كنعان سوديندو بانانا، رئيس زيمبابوي.
  - فلاديمير ماسلاتشينكو، لاعب كرة قدم سوفيتي.
- 1937 - أولوسيجون أوباسانجو، رئيس نيجيريا.
- 1942 - فيليبي غونزاليس، رئيس وزراء إسبانيا.
- 1943 - لوتشو باتيستي، مغني إيطالي.
- 1947 - أسمهان توفيق، ممثلة فلسطينية تعمل في الفن الخليجي.
- 1953 - مايكل ساندل، فيلسوف أمريكي.
- 1955 - أحمد علي الزين، روائي وصحفي لبناني.
- 1956 - سمر سامي، ممثلة سورية.
- 1962 - أمينة العنابي، ممثلة ومغنية تونسية.
- 1964 - صفاء الطوخي، ممثلة مصرية.
- 1967 - ولد الديرة، ممثل كويتي.
- 1971 - يوري لوينثال، ممثل أداء صوتي أمريكي.
- 1973 - محمد الحجي، ممثل سعودي.
- 1974 - إيفا ميندز، ممثلة أمريكية.
- 1976 -
  - لورا أبو أسعد، ممثلة سورية.
  - رشا رزق، مغنية سورية.
- 1986 - محمود عبد الرازق شيكابالا لاعب كرة قدم مصري
- 1987 - آنا تشاكفيتادزه، لاعبة كرة مضرب روسية.
- 1988 - فيارني فيوارسون، لاعب كرة قدم آيسلندي.
- 1989 - جايك لويد، ممثل أمريكي.
- 1996 - تايلور هيل، عارضة أمريكيه.

## وفيات
- 1827 -
  - بيير لابلاس، عالم رياضيات فرنسي.
  - ألساندرو فولتا، عالم فيزياء إيطالي.
- 1953 - جوزيف ستالين، رئيس الاتحاد السوفيتي وأحد أعلام الشيوعية ومن أهم أقطاب الحرب العالمية الثانية.
- 1966 - آنا أخماتوفا، شاعرة روسية.
- 1977 - محمد جمال الهاشمي، عالم مسلم وكاتب وشاعر عراقي.
- 1982 -
  - صلاح نصر، مدير المخابرات المصرية.
  - جون بيلوشي، ممثل أمريكي.
- 1994 - عبد الله السلال، رئيس الجمهورية العربية اليمنية.
- 2008 - أحمد الربعي، أكاديمي وسياسي كويتي.
- 2011 - ألبيرتو غرانادو، دكتور وكاتب أرجنتيني / كوبي.
- 2013 - هوغو تشافيز، رئيس فنزويلا وقائد الثورة البوليفارية الاشتراكية.
- 2016 -
  - حسن الترابي، سياسي سوداني.
  - راي توملينسون، مبرمج أمريكي وصاحب فكرة البريد الإلكتروني.

## أعياد ومناسبات
- يوم التعلم من «لي فينغ» في الصين.
- بداية فصل استيقاظ الحشرات في التقويم الصيني.

## وصلات خارجية
- وكالة الأنباء القطريَّة: حدث في مثل هذا اليوم.
- النيويورك تايمز: حدث في مثل هذا اليوم.
- BBC: حدث في مثل هذا اليوم.